# Reliekschrijn van Odilia

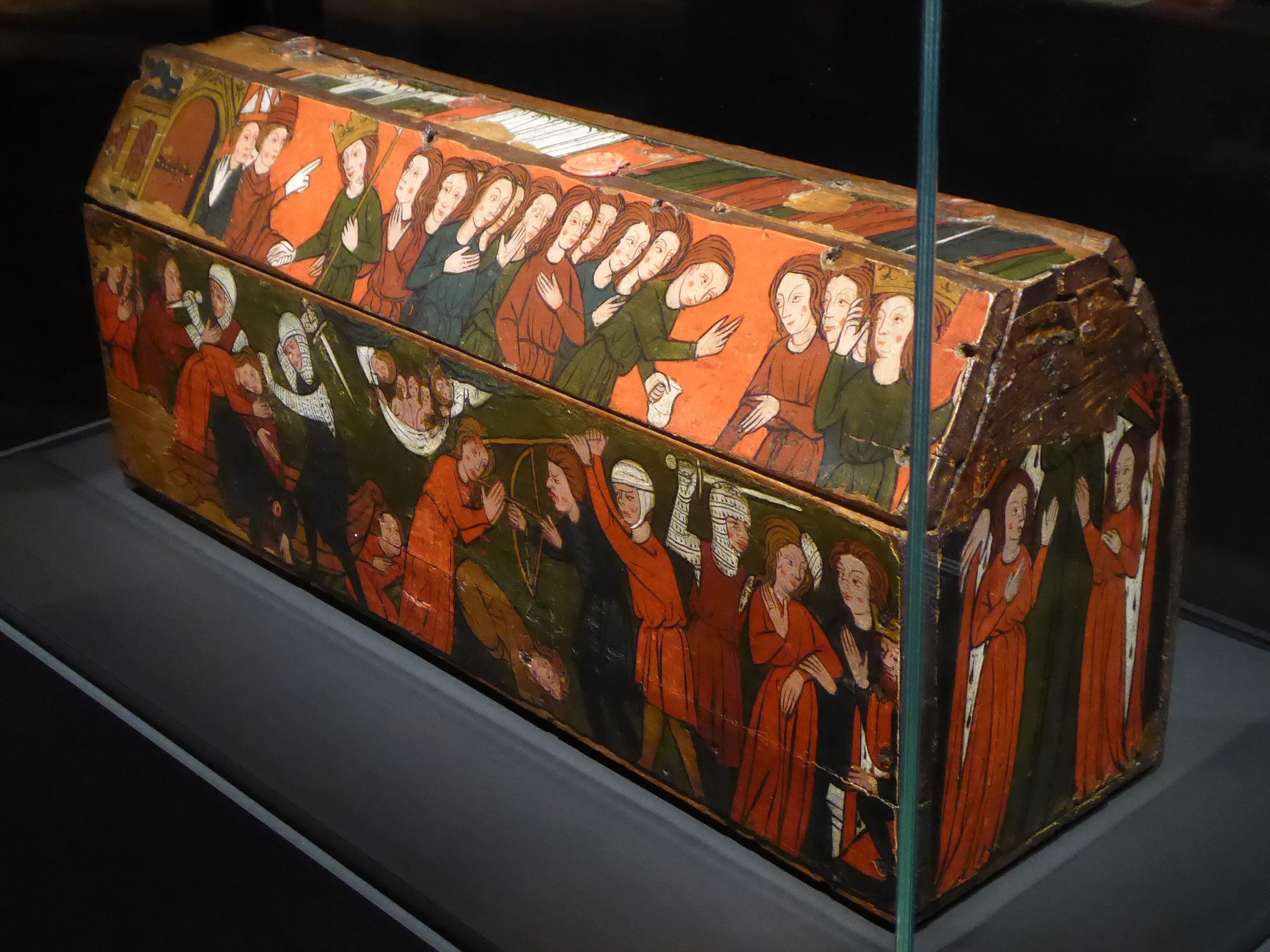
Het reliekschrijn gefotografeerd in 2023 tijdens een tentoonstelling in het MAS te Antwerpen

Het Reliekschrijn van Odilia (1292) is het oudst gedateerde kunstwerk op paneel uit de Nederlanden. Het beschilderde 13e-eeuwse reliekschrijn bevatte oorspronkelijk relieken van de heilige Odilia van Keulen, een heilige uit de legende van de elfduizend maagden van Sint-Ursula. Ze stierf volgens de legende de marteldood in de 4e eeuw na het begin van de jaartelling. Het kunstvoorwerp bevindt zich in de Sint-Odulfuskerk in Borgloon.
Oorspronkelijk stond het schrijn bij de hoofdzetel van de kruisheren in het Kruisherenklooster in Hoei, maar in de Franse Tijd werd het klooster Clair-lieu opgeheven en het kostbare object naar het klooster Mariënlof in Borgloon-Kerniel overgebracht. De relieken werden vervolgens onder een aantal kruisherenkloosters verdeeld.

## Herkomst en datering
Het reliekschrijn werd vervaardigd voor de Orde van het Heilig Kruis in Hoei. Een kruisheer met een zwart scapulier met een rood en wit kruis op de borst, is ook op het schrijn afgebeeld.
In een vijftiende-eeuwse oorkonde vermeldt de prior-generaal van de kruisheren Hendricus van Nijmegen (?-1451) dat in 1440 in de kist een document in het Oudfrans werd teruggevonden, met daarop het jaartal 1292.

## De legende van Odilia
De legende van Odilia loopt samen met de legende rond Ursula van Keulen. Beiden worden afgebeeld als een gekroonde princes, maar Ursula is herkenbaar aan een pijl in haar hand, terwijl Odilia een vaandel of een kruisstaf in haar hand houdt.
De door Herman Joseph (°1150-†1241) geschreven hagiografie van Odilia wakkerde de devotie rond deze heilige aan, zodat ze rond 1600 als patrones van de orde van de kruisheren werd erkend. Hierin staat dat zij in 1287 verscheen aan een Parijse kruisheer Johannes de Eppa en hem beval om haar botten te gaan vinden op een welbepaalde plaats in Keulen (onder een perenboom). Prompt genas een zieke omwonende door de zoete geur die uit de stenen sarcofaag opsteeg. Tijdens het transport naar Hoei genas bovendien een zieke zuster door aanraking van het schrijn.

## Beschrijving van het schilderwerk
Enkele jaren na de aankomst van de botten in het kruisherenklooster van Hoei werd er een rijkelijk beschilderde kist voor gemaakt door een onbekende (Brabantse?) kunstenaar in typisch Maaslandse stijl. De figuren zijn zwartomlijnd en ingekleurd met grote kleurvlakken en voorwerpen. Een oranje of groen pigment diende als vulling van de achtergrond. Zijn/haar kleurenpalet was eerder beperkt. Er is geen uitwerking van de schaduwpartijen, de handen zijn aan de grote kant en de figuren komen onpersoonlijk over met hun blozende wangen en vuurrode lippen.
De kunstenaar heeft zes belangrijke momenten uit Odilia's leven uitgebeeld waarover de pelgrim kan contempleren door tweemaal links omheen het reliekschrijn stappen. De eerste ronde begint bij het eerste dakpaneel, de tweede ronde bij de eerste korte zijde:
1. eerste dakpaneel: De aankomst van de maagden in Rome. Door verzagingen is dit paneel moeilijk leesbaar maar de scene stelt Ursula en de maagden voor die aankomen in Rome na hun pelgrimstocht.
2. tweede dakpaneel: Het vertrek uit Rome. Dit nog volledige paneel ligt over de nok van het zadeldak heen. Links zegent Paus Cyriacus de leidsters Ursula en Odilia en de groep maagden. meer naar rechts zijn we getuigen hoe de groep te voet terug naar Bazel keert en daar de boot neemt naar Keulen.
3. eerste korte zijde: De paus en de maagden in de boot. Voor deze sterk beschadigde zijde kunnen we gebruik maken van een tekening die Jules Helbig omstreeks 1863 maakte toen hij de kist bestudeerde (er was toen nog meer zichtbaar van de afbeelding). Uit deze tekening kunnen we afleiden dat de paus meereisde met de dames in de boot naar Keulen.
4. eerste lange zijde: De moord in Keulen. We zijn getuigen van de aankomst van de boot in Keulen waar moordlustige Hunnen hen opwachtten en vermoordden. Op hetzelfde paneel zien we rechts Odilia die een huwelijksaanzoek van de Hunnenkoning weigert. De Hunnenkoning is door verzagingen nog moeilijk zichtbaar. In het midden van dit paneel nemen twee engelen drie maagden mee naar de hemel (Odilia en haar zussen Ida en Imma?).
5. tweede korte zijde: Odilia, Ida en Imma. We zien een centrale grote vrouwenfiguur die twee kleinere vrouwenfiguren beschermend onder haar mantel beschermd. Door de staf die de centrale dame vasthoudt weten we dat het hier gaat over Odilia en haar beide zussen. Het hoofd van de centrale figuur is verdwenen.
6. tweede lang zijde: De opgraving en translatie van de relieken. Op dit laatste paneel (links) staat Johannes de Eppa in de tombe en reikt de beenderen aan de huiseigenaar aan. Op hetzelfde paneel staat vervolgens hoe de relieken in processie overgebracht werden naar Hoei, en er ondertussen een verlamde vrouw wordt genezen.[2]

## Geschiedenis
In 1439 schreef de kruisheer Petrus van Amsterdam een sermoen over Odilia, waarin hij schrijft dat de stoffelijke resten bewaakt werden aan het tabernakel van het hoofdaltaar.
In 1440 opende de eerder genoemde Henricus van Nijmegen het schrijn om de relieken te verplaatsen naar een kist uit Doornik. De 13e-eeuwse houten kist bleef in gebruik op een ander altaar in de kerk.
In 1621 vermeldde Johannes Banelius in zijn hagiografie van Odilia dat hij in het klooster een oude, bestofte Odiliakist had gezien die vervaardigd was door 'frater Johannes' (Johannes de Eppa?).
In het vooruitzicht van de nietigverklaring van alle kloosters door de Franse Revolutie, liet prior-generaal Jacques Dubois (1730-1796) alle voor hem waardevolle voorwerpen verplaatsen naar veiliger plekken; hierbij werden de relieken van Odilia terug in de dertiende-eeuwse keist overgeplaatst. Het klooster werd volledig afgebroken. Het klooster werd opgeheven in 1797.
Kruisheer in Hoei Lambertus Hayweghen (1751-1835) nam de kist met de botten mee naar zijn geboortestad Borgloon, waar hij het schrijn bij hem thuis bewaarde, samen met de reliekkist van Odilia's zussen Ida en Emma. Hij schonk de twee objecten aan de Sint-Pantaleonkerk in Kerniel, waar al langer een Odilia-devotie bestond. De kist paste echter niet in de daarvoor voorziene nis en werd dan maar verzaagd om ze te doen passen.
In 1863 bezochten James W.H. Weale (1832-1917) en Camille de Borman (1837-1922) de parochiekerk van Kerniel en brachten de reliekkist in de kunsthistorische belangstelling. Jules Helbig (1821-1906) schreef vervolgens een eerste studie van de reliekkist.
Twee leden van de Commission Royale d'Art et d'Archéologie (P. Daniëls en M. Jaminé) bekloegen zich na een bezoek in 1910 over de slechte toestand van de kist bij de Limburgse gouverneur. Hierop werd ze in veiligheid gebracht in de pastorij van Kerniel.
In 1933 verhuisde het kunstwerk naar de sacristie van de kapel van het nabijgelegen klooster van Colen, later Abdij Mariënlof.
In 1949 trachtte de orde van de kruisheren het reliekschrijn terug in haar bezit krijgen, maar kreeg enkel een gedeelte van de inhoud ervan mee.
In 2020 sloot de abdij en werd het reliekschrijn eigendom van het Bisdom Hasselt. Het schrijn verhuisde tijdelijk naar PARCUM in Leuven voor een tentoonstelling. Nadien gaf het bisdom het schrijn in langdurige bruikleen aan de Sint-Odulfuskerk van Borgloon, waar het sinds december 2020 in de sacristie staat opgesteld.

## Kopieën
Koos Van der Horst junior maakte een kopie waarbij hij naar een voorstelling streefde zoals de dertiende-eeuwse pelgrim het schrijn zou gezien hebben bij een bezoek aan het klooster in Hoei.
Een tweede (meer vrij geschilderde) kopie bevindt zich bij de kruisheren van Anamia, Minnesota, met twee relieken van Odilia die zich sinds 1952 in hun klooster bevinden in deze kist.

## Wetenschappelijk onderzoek
De afmetingen van de huidige reliekkist zijn 34 x 80 x 24 cm.
Op 9 maart 2016 werd het schrijn geopend in het bijzijn van Patrick Hoogmartens. Het doel van deze opening was het documenteren van de inhoud. Er werden ook enkele stalen van de beenderen en het textiel afgenomen voor een datering in het radiokoolstofdateringslaboratorium van het Koninklijk Instituut voor het Kunstpatrimonium in Brussel. Deze resultaten werden tijdens het internationale congres Relics @ the Lab in Brussel in 2016 voorgesteld. Een wetenschappelijk artikel over de vondsten is verschenen in het tijdschrift M&L-Tijdschrift voor Monumenten, Landschappen en Archeologie in 2019. De beenderen in de kist werden gedateerd in de vierde of vijfde eeuw. Het gaat om resten van minstens 13 mannen en vrouwen.
Verdere onderzoeken tonen aan dat er twee kunstenaars in twee verschillende tijdvakken aan het werk geweest zijn.
Anno 2024 moet het dendrochronologisch onderzoek, evenals de analyse van de verf en een koolstof-14-datering nog gebeuren.